# Colobognatha
Subter-classe
Les Colobognatha sont un subter-classe de myriapodes (mille-pattes) helminthomorphes.

## Description
Les Colobognathas sont unis par plusieurs traits communs (synapomorphies). Les mâles ont deux paires de gonopodes.

## Liste des ordres
- Platydesmida Cook, 1895
- Polyzoniida Gervais, 1844
- Siphonocryptida Pocock, 1894
- Siphonophorida Newport, 1844

## Systématique
Le nom valide complet (avec auteur) de ce taxon est Colobognatha Brandt, 1834.